# 宮前郵便局

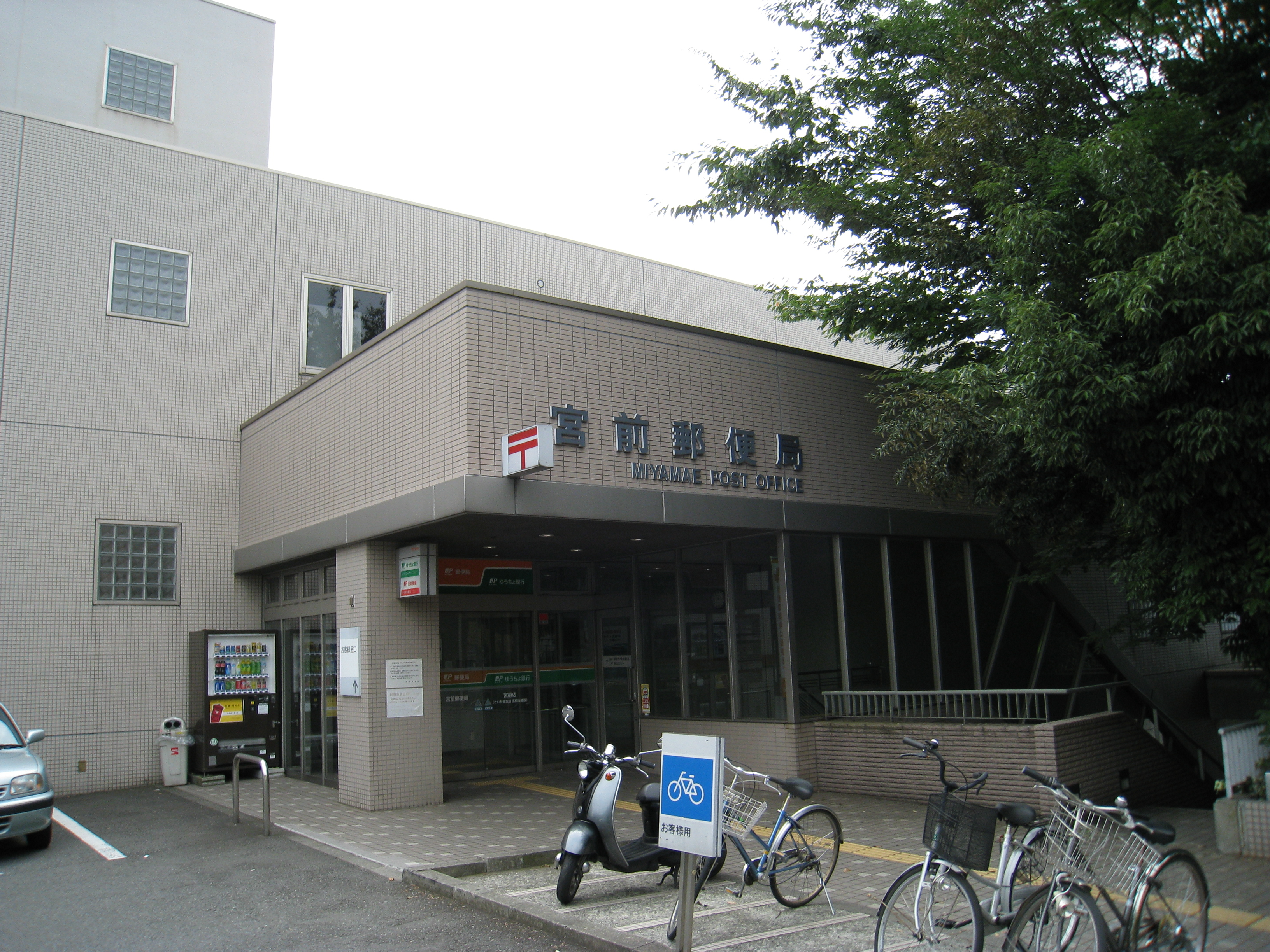
宮前郵便局2階入口（国道246号線からの入り口）

宮前郵便局（みやまえゆうびんきょく）は神奈川県川崎市宮前区にある郵便局。民営化前の分類では集配普通郵便局であった。

## 概要
住所：〒216-8799 神奈川県川崎市宮前区有馬4-1-1

### 併設施設
- ゆうちょ銀行宮前店（さいたま支店宮前出張所）：取扱店番号090350

## 沿革
- 1997年（平成9年）3月24日 - 宮前郵便局として、宮前区有馬四丁目に開局[1]。同日、高津郵便局の郵便区（集配業務）のうち宮前区全域[2]を当局へ移管。
- 1999年（平成11年） - 外国通貨の両替および旅行小切手の売買に関する業務取扱を開始
- 2007年（平成19年）10月1日 - 民営化に伴い、併設された郵便事業宮前支店、ゆうちょ銀行宮前店に一部業務を移管。
- 2012年（平成24年）10月1日 - 日本郵便株式会社発足に伴い、郵便事業宮前支店を宮前郵便局に統合。

## 取扱内容

### 宮前郵便局
- 郵便、印紙、ゆうパック、内容証明
- 生命保険、バイク自賠責保険、自動車保険
- 「216-00xx」区域（川崎市宮前区の全域）の集配業務
- ゆうゆう窓口

### ゆうちょ銀行宮前店
- 貯金、貸付、為替、振替、振込、国際送金、外貨両替、トラベラーズチェック、国債、投資信託、変額年金保険
- ATM

## 周辺
- さぎ沼とうきゅう
- 神奈川県立川崎北高等学校

## アクセス
- 東急田園都市線 鷺沼駅から徒歩約10分
- 東急バス 宮前郵便局前停留所下車
- 東名高速道路 東名川崎ICから南へ約1.5km
- 国道246号沿い
- 駐車場あり：18台